# Transtorno esquizofreniforme
Transtorno esquizofreniforme  é uma doença mental grave relacionada à Esquizofrenia.  É um  transtorno psiquiátrico, definido por DSM-IV-TR.

## Características
Os traços fundamentais do transtorno esquizofreniforme são idênticos àqueles da esquizofrenia exceto por duas diferenças: a duração total da doença (incluindo a fase prodromal, ativa e residual) que no caso aqui é de ao menos 1 mês, mas menos que 6 meses e o fato de não ser durante toda a doença observada a característica própria da esquizofrenia de prejuízo social e no trabalho.
Mais ou menos metade daqueles diagnosticados com o transtorno são depois acometidos de esquizofrenia. Esse transtorno ocorre mais comumente naquela pessoas que tem familiares com esquizofrenia ou transtorno afetivo bipolar (ou transtorno maníaco depressivo) e muitos, inclusive, depois de acometidos pelo transtorno esquizofreniforme, mantém o diagnóstico de bipolaridade. A exata causa da doença é desconhecida.
O critério central é o mesmo válido para a esquizofrenia. A diferença é o tempo do transcurso da doença. Os sintomas devem ser observados por mais de um mês mas menos de seis meses. No caso da esquizofrenia os sintomas devem aparecer por mais de seis meses. Um transtorno psicótico breve deve durar menos de um mês. Dentre os transtornos psicóticos e de humor o transtorno esquizofreniforme só perde em gravidade e danos para a esquizofrenia, salvo exceções.

## Tratamento
O tratamento é semelhante ao da esquizofrenia. As mais comumente adotadas variáveis que influem no diagnóstico precoce entre bipolaridade ou esquizofrenia fora o tempo de transcurso de seis meses são 1) se após o tratamento com antipsicóticos o paciente recorda de seus delírios e alucinações ou não. Quando recorda há mais chance de que a doença evolua para o quadro de distúrbio bipolar, caso contrário esquizofrenia. 2) Além disso, por mais que o cunho persecutório predomine, os casos de evolução para bipolaridade podem apresentar características como hipersexualidade e alguns indícios de grandiosidade associados. Seis meses após o início do tratamento devem transcorrer para que se tenha o diagnóstico final.
A chance de recuperação total é possível, mas muitos evoluem para a esquizofrenia, transtorno esquizoafetivo, se não houver tratamento com antipsicóticos, ou transtorno afetivo bipolar. Medicação e psicoterapia são usados no tratamento do transtorno esquizofreniforme. Em casos extremos, o paciente deve ser hospitalizado. Ocorre igualmente em indivíduos do sexo masculino quanto feminino.[carece de fontes?]
Ao menos um estudo encontrou similaridades nas deficiências cerebrais de um esquizofrênico e os indivíduos que desenvolveram o transtorno esquizofreniforme.
O transtorno esquizofreniforme, bem como esquizoafetivo e esquizofrenia são manifestações raras.